# 인천간석초등학교
인천간석초등학교(仁川間石初等學校)는 대한민국 인천광역시 남동구 구월2동에 있는 공립 초등학교이다.

## 학교 연혁
- 1971년 11월 2일 설립인가
- 1972년 3월 2일 인천용광국민학교 개교
- 1975년 9월 17일 인천간석국민학교로 교명 변경
- 1996년 3월 1일 인천간석초등학교로 개칭

## 참고 자료
- 인천간석초등학교 - 한국교육학술정보원 학교알리미